# Gabriel bar Bokhticho
 (décembre 2011).
Si vous disposez d'ouvrages ou d'articles de référence ou si vous connaissez des sites web de qualité traitant du thème abordé ici, merci de compléter l'article en donnant les références utiles à sa vérifiabilité et en les liant à la section « Notes et références ».
Gabriel bar Bokhticho (en arabe Jabra'il ibn Bokhtichu') est un célèbre médecin chrétien, appartenant à l'Église nestorienne, qui fut au service des califes abbassides Hâroun ar-Rachîd, al-Amin et al-Mamoun et mourut en 828.

## Famille
Il fut le représentant le plus illustre d'une famille de médecins chrétiens installés à l'origine à Gundishapur (en syriaque Beth Lapat), siège d'une école de médecine fondée sous le roi perse Khosrô Ier. Son grand-père Georges bar Gabriel bar Bokhticho (« Georges fils de Gabriel fils de Bokhticho ») fut requis en 765 auprès du calife al-Mansour qui souffrait de l'estomac ; il le guérit en le mettant à la diète ; il resta auprès du calife jusqu'en 769, puis, tombé lui-même gravement malade, retourna à Gundishapur après avoir reçu dix mille dinars pour les services qu'il avait rendus. Il était l'auteur d'une Collection médicale en syriaque qui fut traduite en arabe au siècle suivant par Hunayn ibn Ishaq. Bokhticho, fils de Georges, fut responsable de l'hôpital de Gundishapur pendant l'absence de son père. Le calife al-Hadi (785-786) étant malade, on envoya quérir Bokhticho, qui, du fait de la jalousie d'autres médecins nestoriens, ne put alors rester à la cour. Mais en 787 le nouveau calife Hâroun ar-Rachîd fit encore appel à lui pour ses maux de tête, et cette fois, ayant réussi à guérir le souverain, il fut nommé médecin en chef du palais, poste qu'il occupa jusqu'à sa mort en 801. Il composa aussi une Collection médicale en syriaque, dont il fit un résumé pour son fils Gabriel.

## Carrière
Sur la recommandation de son père, Gabriel devint en 791 le médecin personnel du vizir Jafar ben Yahya, de la famille des Barmécides (exécuté en 803). En 805, il obtint le poste de médecin du calife en soignant l'une de ses femmes d'une luxation de l'épaule qui la forçait à garder le bras écarté du corps : la légende prétend qu'il demanda d'abord au souverain de ne pas se fâcher, quoi qu'il fasse, puis qu'il souleva d'un geste brusque la chemise de la patiente, laquelle replia son bras dans un réflexe de pudeur. Le médecin gagna 500 000 dirhams pour ce succès, et surtout l'amitié du calife. Un jour qu'il revenait de La Mecque, Hâroun ar-Rachîd lui aurait dit : « J'ai prié pour toi et j'ai fait en ta faveur des vœux en grand nombre » ; comme ses familiers se scandalisaient en lui faisant remarquer que Gabriel n'était pas musulman, il répondit : « Peut-être, mais la conservation de ma santé dépend de lui et le bien-être des musulmans est subordonné au mien, par conséquent leur bonheur est lié à celui de Gabriel ».
C'est pendant ces années qu'Hâroun ar-Rachîd, conseillé par Gabriel, fonda le premier hôpital de Bagdad, dont le médecin fut le premier directeur. Gabriel fut alors l'un des conseillers les plus écoutés, et il utilisa notamment cette influence en faveur de l'Église nestorienne : « Gabriel fut pour moi, écrit le catholicos Timothée Ier dans une de ses lettres, à la porte de notre roi victorieux, une main, des lèvres, une langue. [...] Dieu garde pour de nombreuses années sa vie et celle de notre roi victorieux ». Le catholicos n'en excommunia pas moins le médecin pour avoir pris des concubines à la manière des musulmans.
Après un revers militaire infligé par l'Empire byzantin, le calife décida le port de vêtements distinctifs pour les chrétiens. Gabriel se présenta ainsi vêtu devant le souverain, qui protesta que la mesure ne le concernait évidemment pas. Le médecin ayant répondu qu'il tenait à partager le sort de ses coreligionnaires, le calife finit par abroger la mesure discriminatoire.
Durant la maladie finale d'Hâroun ar-Rachîd (809), Gabriel encourut une disgrâce en parlant trop franchement à son patient, lui conseillant paraît-il plus de tempérance à table et au lit. Il fut emprisonné, et son successeur, un évêque nestorien hostile, parvint à convaincre le souverain au plus mal que Gabriel, par son incompétence, était responsable de son état. Le médecin fut condamné à mort, mais le vizir al-Fadl ibn al-Rabi, favorable à Gabriel, retarda l'exécution jusqu'à la mort du calife deux jours plus tard.
Gabriel devint ensuite, non seulement le médecin, mais le secrétaire particulier, d'al-Amin, dont il avait été le précepteur. Mais une guerre civile opposa le nouveau calife à son frère al-Mamoun, et il fut vaincu et décapité en 813. Gabriel fut alors incarcéré et ses biens confisqués. Il resta en prison jusqu'en 817, date à laquelle il fut requis pour soigner le vizir al-Hasan ibn Sahl ; ayant réussi à le guérir, il fut libéré, mais resta assigné à résidence. En 825, al-Mamoun tomba lui-même malade et ses médecins (dont Michel fils de Masawaiyh, ancien élève et gendre de Gabriel) se révélèrent impuissants à le guérir. On fit alors appel au vieux Gabriel, qui remit le calife sur pieds en trois jours. Sa récompense fut d'un million de dirhams, et tous ses biens lui furent restitués, y compris sa riche bibliothèque à laquelle il était attaché. Il mourut deux ou trois ans plus tard entouré des plus grands honneurs. Il fut inhumé dans le monastère Saint-Serge de Ctésiphon.
La succession de Gabriel fut assurée, non seulement par son gendre Michel, mais par son fils Bokhticho. La famille continua de s'illustrer dans le domaine de la médecine sur plusieurs générations, avec plusieurs médecins célèbres et auteurs de traités médicaux connus jusqu'au XIe siècle.

## Œuvre écrite
On lui attribue une lettre à al-Mamoun sur les aliments et les boissons, une compilation médicale composée à partir des œuvres de Dioscoride, de Galien et de Paul d'Égine, un traité sur l'union des sexes, un autre sur la composition des parfums, un recueil d'Aphorismes sur l'art de guérir, et une introduction à la logique d'Aristote. Selon le Catalogue d'Ébedjésus de Nisibe, il était également l'auteur d'un lexique syriaque-arabe, peut-être le plus ancien, mais le passage du Catalogue est d'interprétation discutée.